# Pagham

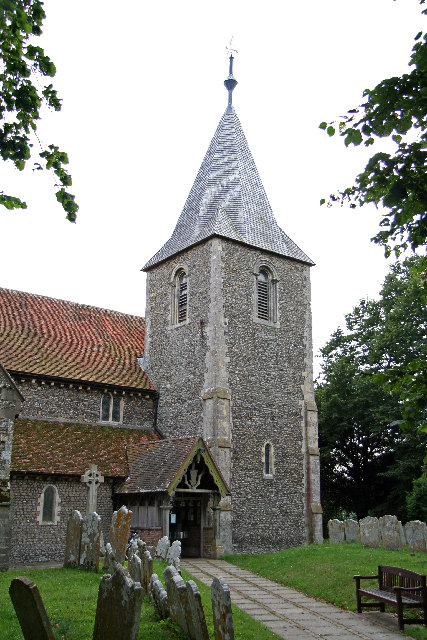
Pagham: la chiesa di San Tommaso Becket

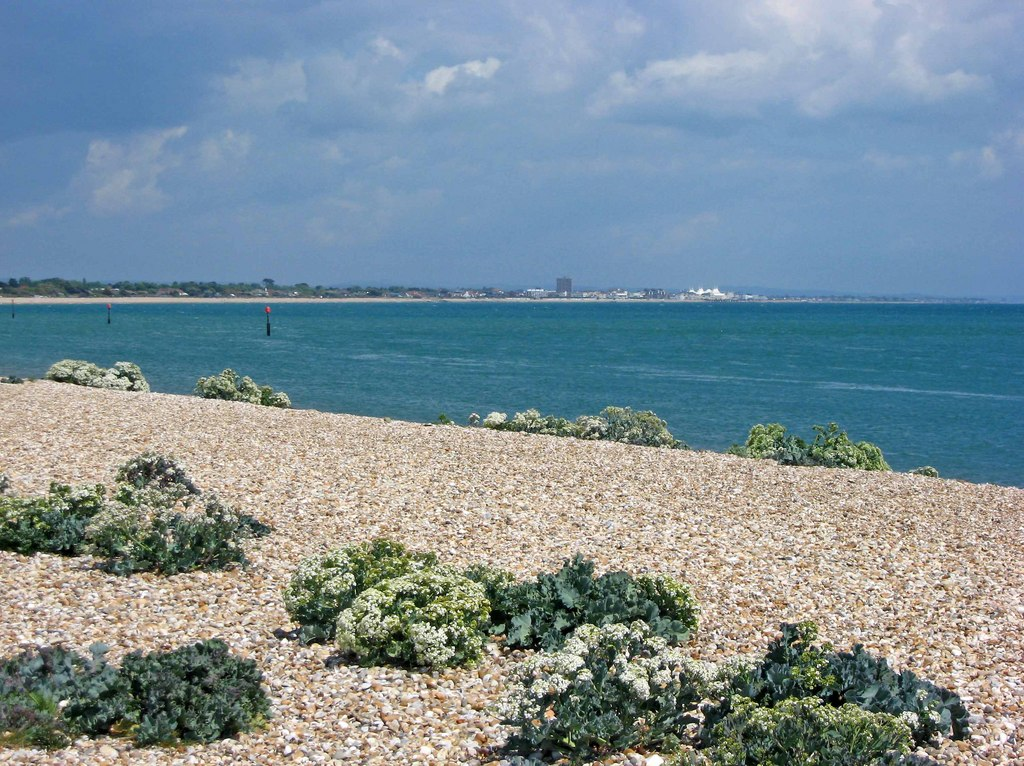
La spiaggia di Pagham

Pagham è una località balneare e parrocchia civile dell'Inghilterra sud-orientale, facente parte della contea del West Sussex e del distretto di Arun. L'intera parrocchia civile conta una popolazione di circa 6 000 abitanti.

## Geografia fisica

### Territorio
Pagham si trova a tra Bognor Regis e  Selsey (rispettivamente a ovest/sud-ovest della prima e a nord/nord-est della seconda).

## Origini del nome
Il toponimo Pagham deriva forse da un capo di tribù di nome Paega.

## Storia
In epoca romana, il porto di Pagham rivestiva una notevole importanza. I Romani erano giunti nell'area intorno al 46 d.C.
Intorno al 680, l'area in cui sorge Pagham fu ceduto dal re del Wessex Caedwalla al vescovo Wilfred.
Pagham è menzionata nel Domesday Book (1086), dove si parla dell'esistenza di una chiesa in loco, probabilmente una cappella dedicata a Sant'Andrea.

## Monumenti e luoghi d'interesse

### Architetture religiose

#### Chiesa di San Tommaso Becket
Principale edificio religioso di Pagham è la chiesa dedicata a san Tommaso Becket, costruita nel 1206 ca. in luogo di un edificio religioso preesistente e restaurata nel 1837 da John Elliot.

### Architetture civili

#### Antica canonica
Altro edificio d'interesse è l'antica canonica, situata nella Church Lane e risalente probabilmente alla metà del XVIII secolo.

#### Barton Manor
Altro edificio d'interesse è Barton Manor: costruito in gran parte tra il XVIII e il XIX secolo, ma con alcune parti dell'XI e del XIII secolo (quest'ultime originariamente appartenute a un edificio religioso), è ritenuto il maniero occupato (ora adibito ad albergo) più antico d'Inghilterra.

### Aree naturali
Il porto di Pagham è circondato da una riserva naturale di 1500 acri.
Pagham è poi nota per la sua spiaggia, frequentata dagli amanti del nuoto e del windsurf.

## Società

### Evoluzione demografica
Nel 2019, la popolazione della parrocchia civile di Pagham era stimata in 6 040 abitanti, in maggioranza (3161) di sesso femminile.
La popolazione al di sotto dei 18 anni era stimata in 833 unità (di cui 497 erano i bambini al di sotto dei 10 anni), mentre la popolazione dai 65 anni in sui era stimata in 2 465 unità (di cui 745 erano le persone dagli 80 anni in su).
La parrocchia civile ha conosciuto un incremento demografico rispetto al 2011, quando la popolazione censita era pari a 5 941 unità, e al 2001, quando la popolazione censita era pari a 5 729 unità.

## Sport
- La squadra di calcio locale è il Pagham Football Club[10]